# 盧卡斯·阿諾·克
盧卡斯·阿諾·克（Lucas Arnold Ker，1974年10月12日—），阿根廷職業網球運動員（1992年—），最高單打排名為世界第77，現已退役。
1994年，他轉為職業球手並是右手持拍，他數度為阿根廷出戰台維斯盃，1997年，對上委內瑞拉而初次亮相。也曾在瑞士Gstaad在羅傑·費德勒職業生涯初期時，曾一度擊敗過他。

## 職業生涯
盧卡斯·阿諾·克罹患了睾丸癌，睾丸被拔除後，於是他接受化学疗法，復原狀況良好。2008年，他宣布重返職業網壇。

## 外部連結
- 盧卡斯·阿諾·克（英文/西班牙文）的官方資料
- 盧卡斯·阿諾·克的國際網球總會 職業／青少年 官方資料（英文）
- 盧卡斯·阿諾·克的官方資料（英文）